# Volta Mantovana
Volta Mantovana é uma comuna italiana da região da Lombardia, província de Mântua, com cerca de 6.602 habitantes. Estende-se por uma área de 50 km², tendo uma densidade populacional de 132 hab/km². Faz fronteira com Cavriana, Goito, Marmirolo, Monzambano, Valeggio sul Mincio (VR).